# Галоян, Лилит Давидовна
Лилит Галоян (арм. Լիլիթ Գալոյան; род. 17 июня 1983, Ереван) — армянская шахматистка, гроссмейстер среди женщин (2009), международный мастер среди мужчин (2010).

## Биография
Шахматами начала заниматься с восьми лет. В 1995 году победила на юниорском чемпионате Армении среди девушек в возрастной группе U12. В 1997 году повторила этот успех в возрастной группе U14. В 1998 году стала чемпионкой Армении среди девушек в возрастной группе U16, а в 1999 году была лучшей и в возрастной группе U18. Два раза подряд побеждала в женских чемпионатах шахматного клуба Армении (1999, 2000). Также два раза подряд была первой на женских чемпионатах Армении по шахматам (2008, 2009).
Представляла Армению на пяти шахматных олимпиадах (2002, 2008—2014), четырех командных чемпионатах Европы по шахматам (2005, 2009—2013), где в индивидуальном зачете завоевала серебряную (2005) и бронзовую (2009) медали, и трех командных чемпионатах мира по шахматам (2009—2011, 2015).